# Rouelle (Antiquité)
Pour les articles homonymes, voir Rouelle.
 (août 2009).
Si vous disposez d'ouvrages ou d'articles de référence ou si vous connaissez des sites web de qualité traitant du thème abordé ici, merci de compléter l'article en donnant les références utiles à sa vérifiabilité et en les liant à la section « Notes et références ».
Du point de vue archéologique, les rouelles sont de petites roues pourvues de rayons et sont connues depuis la plus haute Antiquité. Elles sont associées, durant l'Antiquité, au domaine du spirituel et aux croyances, tandis qu'elles prennent une fonction pratique de suspension au Moyen-Âge.

## Présentation

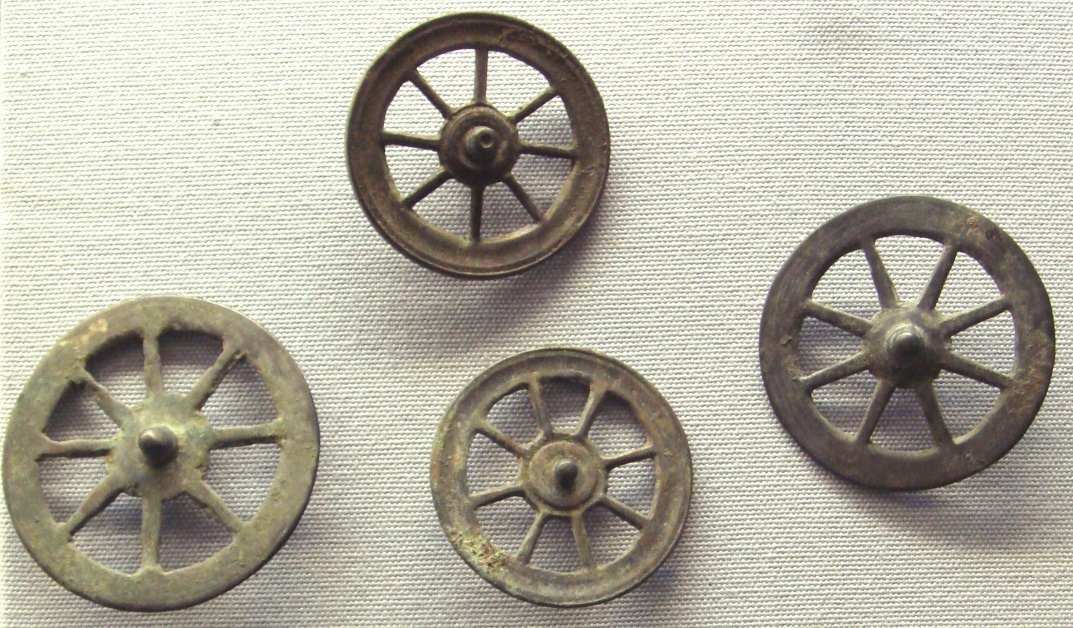
Rouelles votives, supposées associées au culte de Taranis. Des milliers de telles roues ont été retrouvées dans des sanctuaires en Gaule belgique. Elles sont datées entre -50 et 50. Musée d'archéologie nationale.

Les rouelles existaient déjà à l'Âge du bronze. Elles étaient des éléments de décoration, portées en pendentif ou sur des bijoux. La religion et les croyances de l'époque étant fort peu connues, on ne peut qu'émettre des hypothèses pour leur signification (symbole solaire vraisemblablement). 
Les rouelles de l'époque celtique et gallo-romaines sont les plus connues. Ce sont des petites roues pourvues de rayons droits qui peuvent être faites de différents métaux (plomb, bronze, argent ou or). Celles en métaux de peu de valeur étaient coulées pour être réalisées en grande quantité, alors que celles en or ou argent étaient mieux travaillées. Ces rouelles étaient soit cousues sur un vêtement, soit portées en pendentif. 

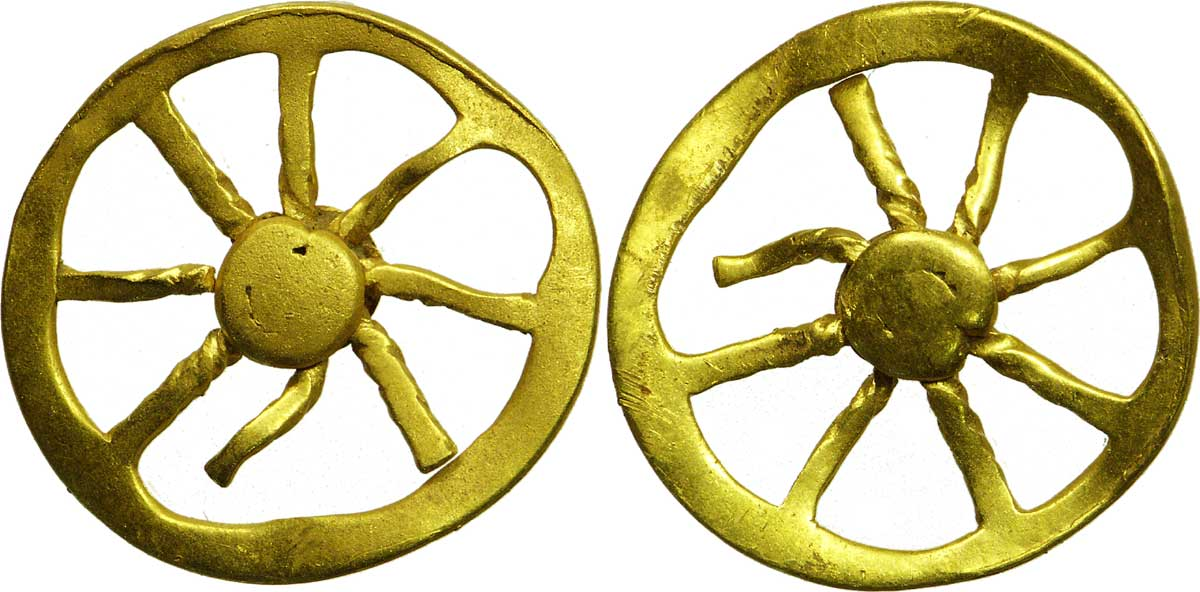
Rouelle en or à 8 rayons

La roue comme la swastika ou le triskèle étaient un même symbole, celui du dieu Taranis, divinité céleste du tonnerre. Avec la romanisation, ce dieu fut assimilé à Jupiter qui était souvent représenté tenant un foudre. Il devint un Jupiter-Taranis dont les représentations le montrent arborant un foudre et une roue. Il existe aussi des autels qui lui furent consacrés avec pour seule dédicace l'un de ces symboles. D'autre part, certaines divinités apparentées à Jupiter (Dioscures, Apollon, Junon, par exemple) sont parfois représentées avec une rouelle sur elles pour rappeler cette parenté (voir par exemple les litra de Marseille avec la tête d'Apollon casquée arborant un rouelle à quatre rayons). 
Porter sur soi une rouelle dans l'Antiquité devait être un acte religieux qui témoignait de son attachement à cette divinité et était également censé attirer sur soi sa protection. C'est sans doute pour cette raison qu'on a parfois trouvé des rouelles dans des trésors de l'époque. Leur présence devait certainement être censée protéger le bien et attirer la malédiction de la divinité sur les éventuels voleurs. De la même façon, des trésors semblables ont été trouvés avec des invocations faites à d'autres divinités (Neptune par exemple).
À partir du Ier siècle av. J.-C., les rouelles deviennent des offrandes votives, déposées dans des sanctuaires, parfois en très grande quantité et peuvent être associées à de l’armement mutilé et à du monnayage.
Les rouelles restent courantes jusqu'à époque mérovingienne mais perdent leur signification religieuse, et deviennent des éléments de parure et de suspension. Elles y gagnent donc en décor et parfois les rayons sont remplacés par d'autres motifs.

## Rouelles celtes et gallo-romaines

### Compositions
Les rouelles servant de parure sont essentiellement en bronze, ainsi qu'en argent ou en or. Les rouelles servant d'offrandes sont coulées en plomb, individuellement ou en chapelet, dans des moules bivalves, probablement en terre-cuite.

### Répartition géographique

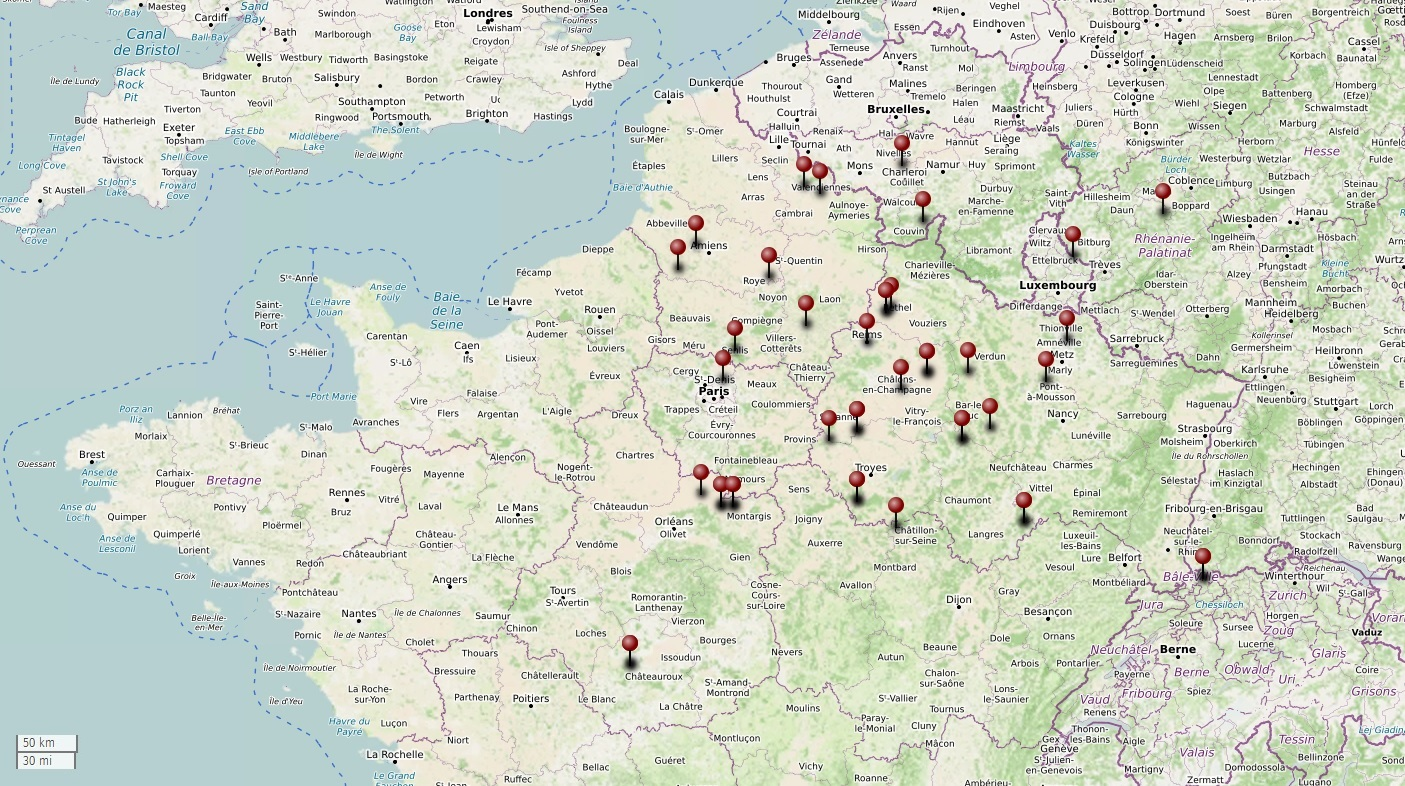
[https://umap.openstreetmap.fr/fr/map/inventaire-des-lieux-de-decouverte-de-rouelles-en-_953577# Inventaire des lieux de découverte de rouelles en plomb

### Datation
Les rouelles en plomb sont datées de la fin de La Tène au début de la période julio-claudienne.

### Usages
Les rouelles en plomb sont essentiellement retrouvées en chapelets de 2 à plus de 20 rouelles, dont le poids individuel est d'environ 0,25g pour un diamètre de 5 à 60 mm. Elles sont peu soignées, sans reprise des défauts de coulée.

## Rouelles mérovingiennes
La rouelle, à l'époque mérovingienne, est essentiellement utilisé  comme ustensile destiné à la suspension d’objets de la vie quotidienne, comparable aux châtelaines ou aux plaques de métal portées par les Samis, placées entre la ceinture et les ustensiles d'emploi journalier.

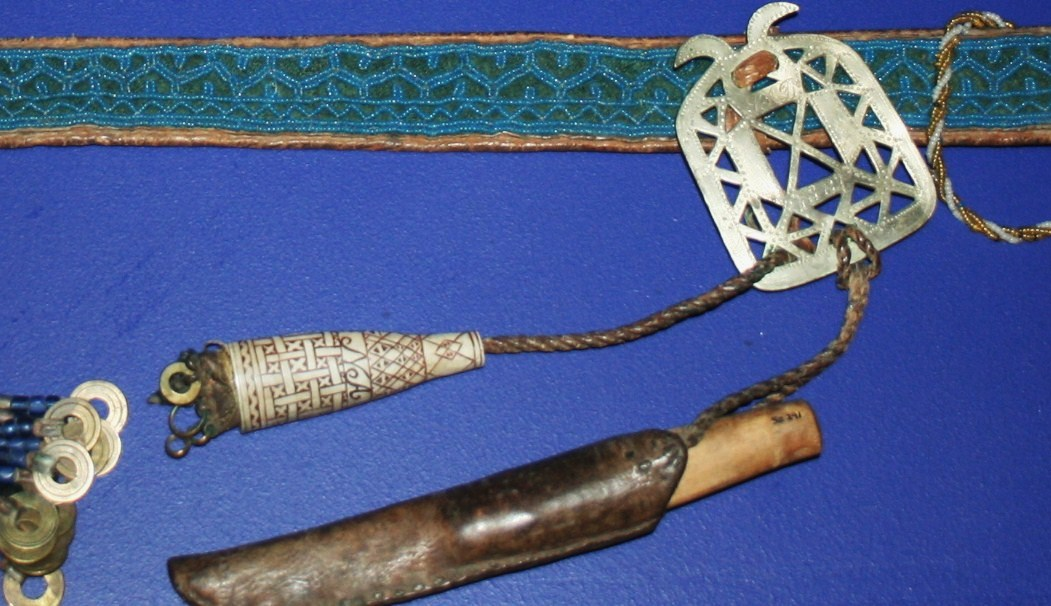
Plaque sami entre la ceinture et les ustensiles
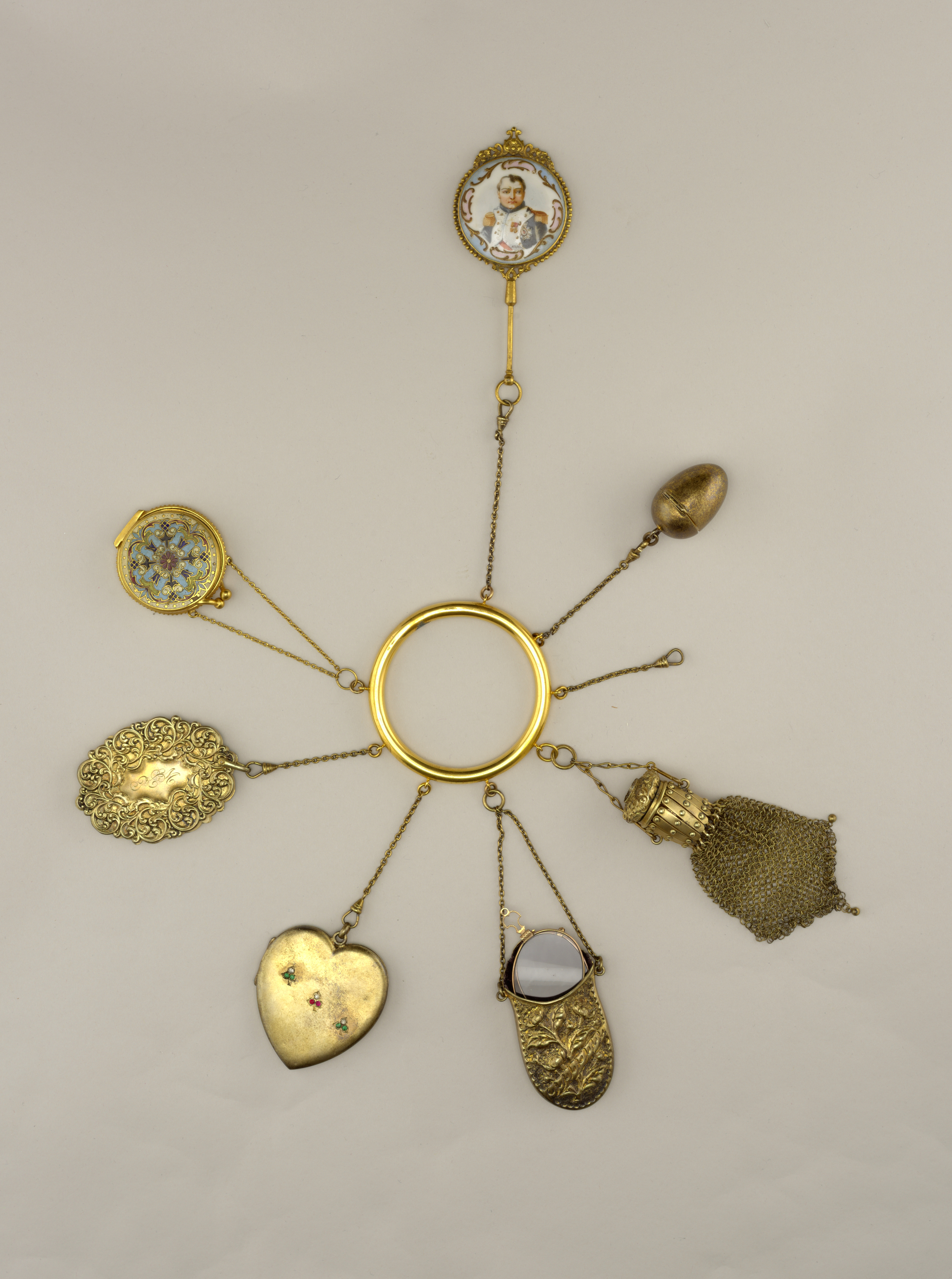
Châtelaine américaine, vers 1860

### compositions
Les rouelles sont essentiellement composées d’un alliage cuivreux, plus rarement d'alliage plombeux, exceptionnellement en fer ou en potin.